# Mickey Jones
Mickey Jones (ur. 10 czerwca 1941 w Houston, zm. 7 lutego 2018) – amerykański aktor, muzyk i perkusista.

## Życiorys
Mickey Jones urodził się 10 czerwca 1941 r. W Houston w Teksasie, jako syn Freda Edwarda Jonesa, amerykańskiego oficera marynarki wojennej i Frances Marie (z domu Vieregge) Jones, gospodyni domowej. Miał siostrę, Cheryl Marie, która zmarła w 2006 roku. Dwukrotnie żonaty, pierwsze małżeństwo z Sandrą Joel Davis zakończyło się rozwodem w 1976 roku, od 1980 roku żonaty z Phyllis Jean Starr z którą miał dwoje dzieci.
W swojej karierze perkusisty wspierał takich artystów i zespoły jak: Trini Lopez, Johnny Rivers, Bob Dylan i Kenny Rogers oraz The First Edition. Jones miał 17 złotych nagrań ze swojej kariery muzycznej od ponad dwóch dekad.
Od 1976 roku, Jones skoncentrował się na karierze aktorskiej, gdzie wielokrotnie występował w filmie i telewizji.
Zmarł po długiej chorobie 7 lutego 2018 roku, w wieku 76 lat.

## Filmografia
- 1982: Kochać się jako kowboj-muzyk
- 1984: Gwiezdny przybysz jako kierowca ciężarówki
- 1985: Savage Dawn jako Zero
- 1986: Myśliwska krew jako Wash Pot
- 1987: Nienawiść jako Chub Luke
- 1988: Kto tu zwariował? jako Watkins
- 1989: Kula w łeb jako Sleepy
- 1990: Pamięć absolutna jako górnik w Burly
- 1991: Piraci seksu jako Wisconsin Del
- 1992: Pasja zabijania jako Lloyd Carter
- 1996: Dogonić słońce jako Fuzzy
- 1999: Grizzly Adams. Legenda o Mrocznej Górze jako sierżant Evans
- 2000: Vice jako oficer Duke
- 2003: Wojna pokus jako Scooter
- 2005: Iowajako Darrell McNealy
- 2007: Proste lekarstwo jako Stan Slyder
- 2009: Necrosis jako Hank
- 2010: Downstream jako Meat Vendor
- 2013: Born Wild jako Billy Henley